# Histona H2A
La histona H2A es una de las cinco familias principales de proteínas histonas, implicadas en el mantenimiento de la estructura de la cromatina en las células eucariotas.
Las demás familias de histonas son: H1, H2B, H3 y H4.

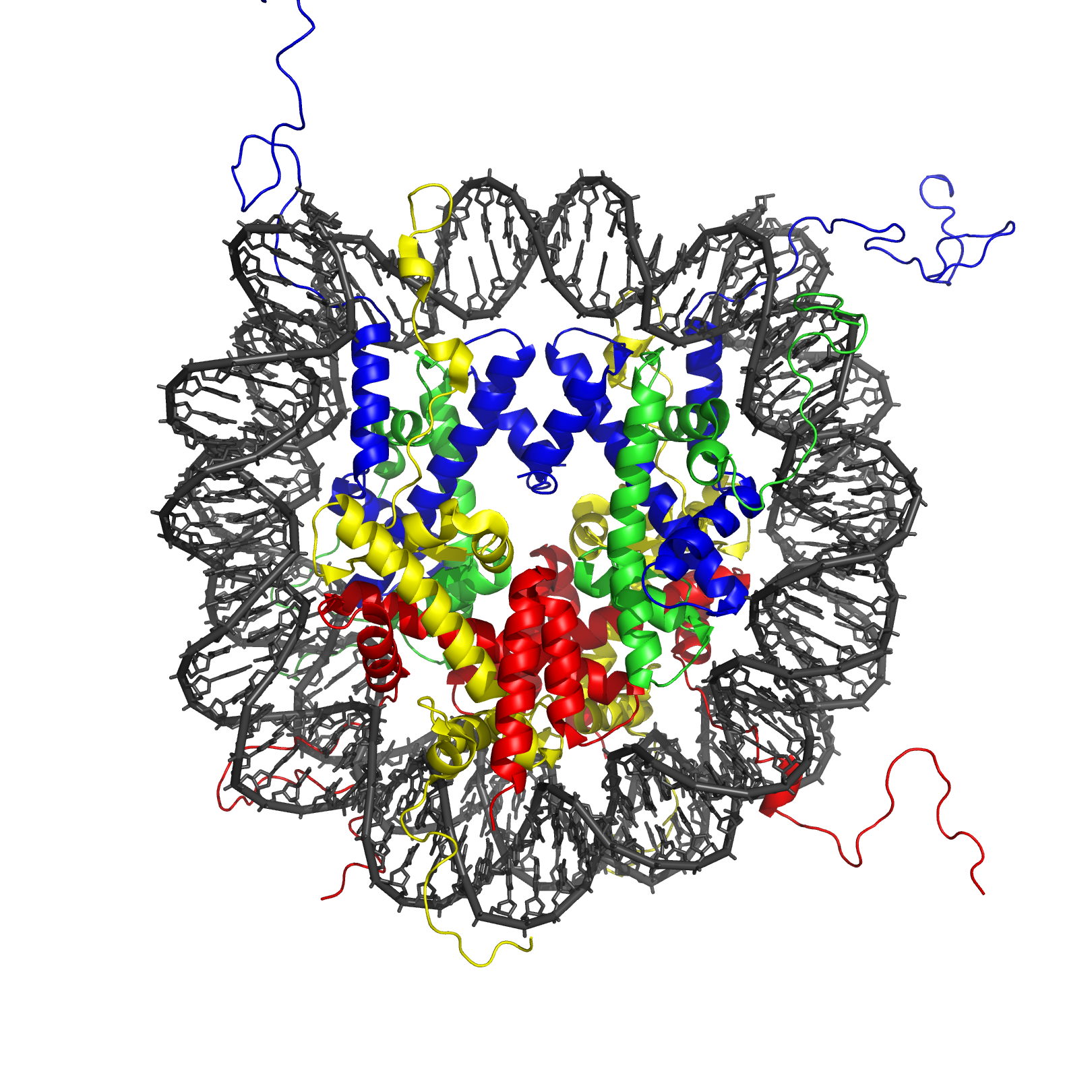
Estructura de la partícula central del nucleosoma, compuesta de las histonas centrales H2A, H2B, H3 y H4, y ADN. La vista es desde arriba a través del eje superhelicoidal.

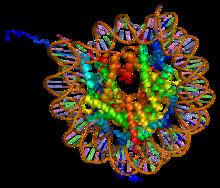
Estructura de la proteína histona H2AFJ

## Contexto
Las histonas son proteínas que empaquetan el ADN en los nucleosomas, siendo responsable de mantener su forma y estructura. Una molécula de cromatina se compone de, al menos, una de cada familia de histonas centrales por cada 100 nucleótidos del ADN. Hasta la fecha se conocen cinco familias de histonas, denominadas, H1, H2A, H2B, H3 y H4. H2A se considera una histona central, así como H2B, H3 y H4. La formación del nucleosoma comienza con la interacción de dos histona H2A, las cuales forman, cada una, un heterodímero con una H2B. El nucleosoma central se completa al sumarse dos heterodímeros H3-H4 para formar un tetrámero.

## Variantes de secuencia
La familia histona H2A se compone de variantes no alélicas. El término "histona H2A" es intencionadamente inespecífico, refiriéndose a la variedad de proteínas altamente similares, las cuales varían tan solo en unos pocos aminoácidos. Además de la forma canónica, las variantes más relevantes son H2A.1, H2A.2, H2A.Z. Estas variantes se pueden explorar en la base de datos HistoneDB with Variants.
Los cambios en la composición de las variantes ocurren en la diferenciación celular. Esto se ha observado en neuronas en diferenciación durante la síntesis de proteínas y el recambio celular, donde se detectaron variantes en la composición de la histona H2A.1. La única variante que permaneció constante en la diferenciación celular fue H2A.Z. Esta se intercambia con la proteína canónica H2A y es importante para el silenciamiento de genes.
Existen cambios físicos en la superficie del nucleosoma que hacen que las variantes difieran de la histona canónica H2A. Recientes investigaciones sugieren que H2AZ se incorpora al nucleosoma utilizando Swr1, una ATPasa miembro de la familia de proteínas SWI2/SNF2.
Otra variante de H2A que ha sido identificada es H2AX. Esta variante tiene una cola C-terminal implicada en la reparación del ADN. El mecanismo de reparación de esta variante funciona mediante la unión de extremos no homólogos. El daño directo del ADN puede inducir cambios en la secuencia de las variantes. Experimentos centrados en la radiación de iones relacionaron la γ-fosforilación de H2AX con la rotura de la doble cadena de ADN. Una parte importante de la cromatina está involucrada en este proceso; la formación de γ-H2AX es una respuesta al daño en el ADN.
En último lugar, la variante macroH2A, la cual es similar a H2A y es codificada por el gen H2AFY, contiene un dominio de plegamiento en su cola C-terminal. MacroH2A se expresa en los cromosomas X inactivos en hembras de mamíferos.

## Estructura

Extremos de las histonas y su función en la formación de cromatina

La histona H2A está compuesta de un dominio globular principal y las colas C- y N-terminal. Ambas pueden experimentar modificaciones postraduccionales. Hasta la fecha, la comunidad científica no ha identificado ninguna estructura secundaria en estas colas. H2A presenta un plegamiento proteico típico conocido como "plegamiento de histona". Este consiste en un dominio central de triple hélice conectadas por dos bucles. Esta conexión forma una estructura en forma de "apretón de manos". Esta estructura se denomina más frecuentemente como motivo hélice-giro-hélice, el cual permite la dimerización con H2B. El plegamiento de histona se conserva entre todas las histonas H2A a nivel a estructural. Sin embargo la secuencia génica que codifica para esta estructura difiere entre las variantes.
La estructura de macroH2A se consiguió identificar mediante cristalografía de rayos X. El dominio conservado contiene una estructura de unión a ADN y un plegamiento peptidasa. La función de este dominio sigue sin conocerse. Investigadores sugieren que este puede funcionar como un sitio de anclaje para ADN XIST o puede que tenga también actividad enzimática.

## Función

Unidades básicas de la estructura de la cromatina.

Plegamiento del ADN: H2A es importante para el empaquetamiento del ADN, la estructura general de la cromatina y, debido a este empaquetamiento, para la regulación de la expresión génica. H2A se correlaciona con modificaciones epigenéticas del ADN en el núcleo celular.
Las proteínas responsable de importar al núcleo a la proteína H2A son las carioferinas e importinas. Se ha comprobado que la proteína 1 de ensamblado del nucleosoma también está implicada en el transporte de H2A en el núcleo. Se han identificado otras funciones de H2A en la variante H2A.Z, la cual se asocia con activación de genes, silenciamiento y supresión de ARN antisentido. Además, H2A.Z promueve el reclutamiento de la ARN polimerasa II en células humanas y de levadura.
Péptido antimicrobiano: Las histonas son proteínas catiónicas conservadas en organismos eucariotas, involucradas en actividad antimicrobiana. Tanto en invertebrados como en vertebrados, las variantes de H2A están implicadas en la respuesta inmune, actuando como péptidos antimicrobianos. H2A se caracteriza por ser una proteína anfipática con residuos hidrofóbicos e hidrofílicos en lados opuestos, los cuales potencian su actividad antimicrobiana.

## Genética
Las histonas H2A están codificadas por diferentes genes en el genoma humano, incluyendo: H2AFB1, H2AFB2, H2AFB3, H2AFJ, H2AFV, H2AFX, H2AFY y H2AFZ. Los patrones genéticos entre las diferentes variantes están conservadas evolutivamente. Los genes reguladores de la expresión de H2A se encuentran diversificados evolutivamente en eucariotas y con alta variabilidad en su expresión. Se han observado las mayores diferencias en motivos de secuencia cis-reguladores de las histonas centrales y otras proteínas asociadas. Se ha identificado variabilidad de secuencia en bacterias, hongos, plantas y mamíferos. La variante H2ABbd (deficiente del Corpúsculo de Barr), se compone de diferentes secuencias a H2A.
Otras variaciones asociadas con H2ABbd se sitúan en su extremo C-terminal, el cual es más corto que en H2A. Ambas comparten un 48% de similitud. H2ABbd funciona en cromosomas activos, mientras que está ausente en cromosomas Xi en fibroblastos. Por último, está asociada con H4 acetilada. Diferentes funciones de H2A.Z, comparadas con H2A, se correlacionan con diferencias genéticas entre ambas. La resistencia a los nucleosomas ocurre cuando H2A.Z se une a H1. El gen de H2A.Z es esencial en levaduras, donde es redundante; sin embargo, cuando se crea una histona H2A.Z1 mutante, causa mortalidad en mamíferos.
Por otra parte, no se ha identificado aún la función de la variante H2A.Z2, cuyo gen está conservado entre especies de mamíferos. Esto sugiere que el gen es funcional. Al estudiar la histona H2A.Z en plantas, se han observado diferentes residuos entre especies, diferencias que contribuyen a la regulación del ciclo celular. Este fenómeno solo se observó en plantas.
Los árboles filogenéticos entre estas variantes demuestran que la divergencia entre H2A y H2A.X tuvo múltiples orígenes. La adquisición de motivos de fosforilación es consistente con los muchos orígenes de H2A, surgida de la ancestral H2A.X. Finalmente, la presencia de H2A.X y ausencia de H2A en hongos lleva a pensar que H2A.X es el ancestro original de la histona H2A.

## Modificaciones postraduccionales de H2A
Las modificaciones de la histona H2A es un tema de investigación actualmente. Se han identificado sitios de fosforilación de serina y glicosilación de treonina en H2A. Existen grandes diferencias entre los residuos modificados de las variantes H2A. Por ejemplo, H2ABbd no tiene residuos modificados que sí existen en H2A. Estas diferencias alteran la función de H2ABbd en comparación con H2A. Como se ha mencionado anteriormente, la variante H2AX está implicada en la reparación del ADN. Para ello, depende de la fosforilación en su extremo C-terminal. Una vez se fosforila, H2AX puede colaborar en la reparación del ADN. La variante H2A.X difiere de H2A en que tiene un motivo adicional de fosforilación en su extremo C-terminal, concretamente un motivo de residuos hidrofóbicos Ser-Gln-(Glu/Asp). Este motivo se fosforila en el residuo de serina, lo cual convierte a la histona en γ-H2A.X. Esta fosforilación ocurre como consecuencia de roturas de doble cadena de ADN. Las modificaciones en las histonas pueden causar en ocasiones cambios en su función. Se ha comprobado que diferentes variantes de H2A difieren en funciones, secuencia genética y modificaciones.